# 리코일 (1998년 영화)
리코일(Recoil)은 미국에서 제작된 아트 카마초 감독의 1998년 영화이다. 게리 다니엘스 등이 주연으로 출연하였고 조셉 메리 등이 제작에 참여하였다.

## 출연

### 주연
- 게리 다니엘스
- 그레고리 맥키니

### 조연
- 빌리 매독스
- 존 샌더포드
- 로빈 커티스

## 제작진
- 라인프로듀서: 샘 슬레이만
- 협력프로듀서: 게리 다니엘스
- 협력프로듀서: 스피로 라자토스
- 미술: 헬렌 하웰
- 배역: 마크 시크스